# Althorp
Althorp är ett gods beläget i Northamptonshire, England ägt av familjen Spencer sedan 1500-talet. Slottet var ursprungligen ett rött Tudorhus i tegel, men byggdes om radikalt under mitten av 1700-talet efter ritningar av Henry Holland.
Prinsessan Diana växte upp på Althorp och har här även fått sitt sista vilorum. Slottets stallar har ändrats om till en utställning över hennes liv. Slott och park har öppet för allmänheten under juli-augusti.